# Maurice Larrouy (écrivain)
Pour les articles homonymes, voir Maurice Larrouy.
Maurice Larrouy, né le 9 juin 1882 à Oran et mort le 18 juillet 1939 à Meung-sur-Loire est un officier de marine et écrivain français, également connu sous son nom de plume René Milan.

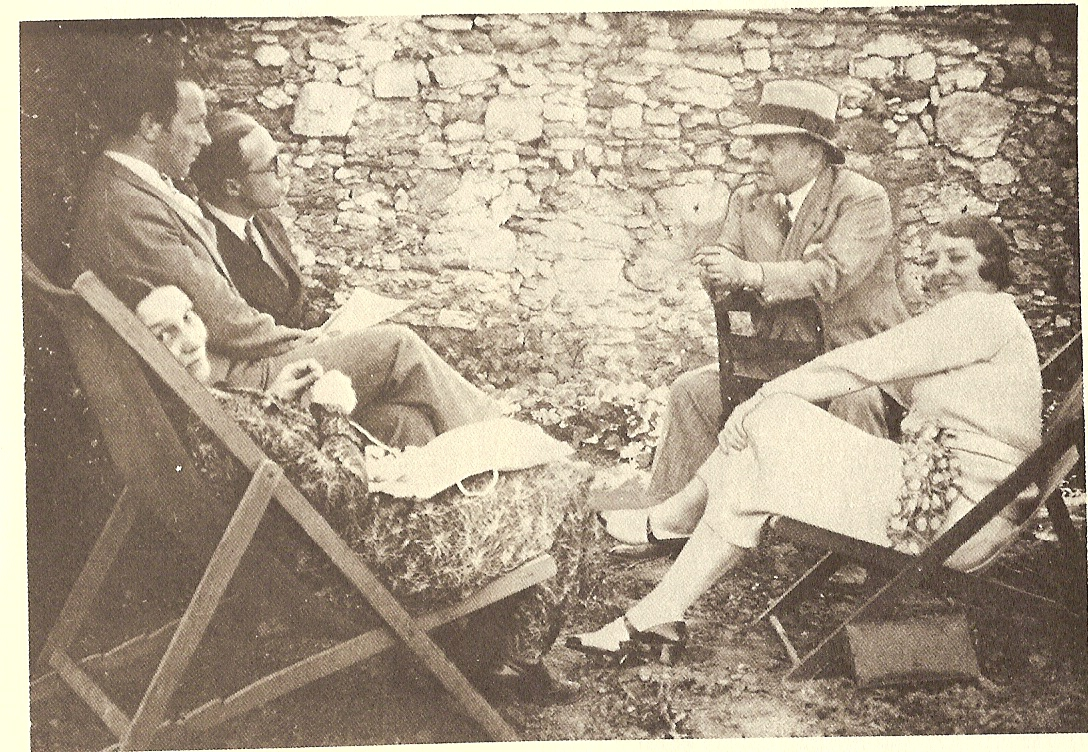
Une séance de travail avec Robert Burnier, Pierre Vellones tous deux à gauche et René Milan en chapeau. Au premier plan, Marie-Louise Casadesus et Nina Myral.

## Biographie
Fils d'Antoine Désiré, commissaire général de la Marine, et de Valérine Boyer, Maurice Larrouy est reçu major à l’École Navale en 1901, devint enseigne de vaisseau en 1903, breveté interprète d’anglais en 1911, lieutenant de vaisseau en 1913, breveté pilote de dirigeable. 
Il épouse à Paris (IIe) le 20 décembre 1916 Denise Decori, fille de Félix Decori (1860-1915), avocat et secrétaire général de la Présidence de la République (1914), en présence du président Raymond Poincaré, de Louis Barthou et d'Alfred Capus, de l’Académie française, témoins de la mariée, et de Pierre Mille, son témoin. Mobilisé, il rejoint la marine Nationale.
Officier de la Légion d’honneur et décoré de la Croix de guerre, il quitte l'armée en 1919 pour se consacrer à la littérature, mais promu dans la réserve, capitaine de corvette (1926) puis capitaine de frégate. Maurice Larrouy commence ainsi dans le journal Je suis partout, la publication de ses notes de voyage en Extrême-Orient.
Il publie au début du XXe siècle des romans maritimes et exotiques dont quelques-uns connaissent un certain succès comme L'Odyssée d'un transport torpillé (Prix Femina 1917) ou Coup de roulis. Ces ouvrages sont écrits dans l'esprit d'autres officiers de marine, comme Pierre Loti, Claude Farrère ou encore Paul Chack. 
Il se présente à l'Académie française le 24 mai 1934 mais n'obtient que deux voix contre neuf à Edmond Jaloux et vingt-quatre à Maurice de Broglie, qui l'emporte. Peu après, il devint vice-président de la Société des gens de lettres.
La première édition de certains de ses romans paraissent sous le pseudonyme René Milan ou la lettre Y. Les bibliophiles savent qu'il signa un grand nombre des exemplaires du tirage sur grand papier de l'édition originale de ses livres.

## Œuvres
- Les nostalgiques (Plon, 1909), sous le pseudonyme de René Milan
- La mère et la maîtresse (Plon, 1912), sous le pseudonyme de René Milan
- La race immortelle, roman épique (Plon, 1913), sous le pseudonyme de René Milan
- Les Vagabonds de la gloire (prix Davaine 1915 ; prix de la Ligue maritime française 1916), publiés sous le pseudonyme de René Milan puis réédités sous son véritable nom.
  - I - Campagne d'un croiseur - Campagne d’un Croiseur (août 1924-mai 1915). Plon, 1916.
  - II - Trois étapes (deuxième série) - Trois étapes (L’armée d’Orient - L’aviation maritime - L’Italie). Plon, 1917.
  - III - Matelots aériens (troisième série) - Matelots aériens (Printemps 1916-Automne 1917). Plon, 1919.
- L'Odyssée d'un transport torpillé (prix Fémina, Payot, 1917). Maurice Larrouy écrit cette histoire en quatre semaines. La publication paraît anonymement en épisodes dans la Revue de Paris en 1917, en plein conflit mondial. L'éditeur ne soumet pas la première partie à la censure, mais la partie suivante est tronquée et la troisième partie jugée dangereuse formellement interdite, l'auteur racontant sous forme de lettres ou de journal la vie quotidienne à bord d'un bateau de la marine marchande de ravitaillement.
- Raphaël Gatouna, Français d'occasion (Grasset, 1921)
- Gatouna et l'Amour (Grasset, 1923)
- L'esclave triomphante (Plon, 1924)
- Le Révolté (Les éditions de France, 1924), roman maritime qui inspira un film en 1938
- Coups de roulis (Les éditions de France, 1925), roman dont Albert Willemetz s'inspira en 1928 pour l'opérette composée par Messager
- La caravane sur l'Atlantique (Les éditions de France, 1926)
- Leurs Petites majestés (Les éditions de France, 1926), roman indochinois. Le roman raconte de façon assez légère l'embarquement et la croisière sur l'aviso "Roncevaux" d'un roitelet du royaume de Sikar (péninsule indochinoise), sa majesté Pharnavong, de son premier ministre le prince Ploum, de son premier mandarin Bang et de ses trois plus jeunes épouses. L'irruption de ce petit monde sur un navire de guerre au demeurant assez petit vient perturber considérablement la vie du pacha, le lieutenant de vaisseau de Kerquibec, et de ses deux officiers, les enseignes de vaisseau Goyenne, officier en second, et Quintard, sans parler de l'équipage...
- Le marin (Hachette, 1927)
- Sirènes et tritons, le roman du sous-marin (Les éditions de France, 1927)
- Trop de Bonheur (Les éditions de France, 1928)
- Le Trident (Les éditions de France, 1929)
- Les sept sacrements, roman d'un marin (Les éditions de France, 1930)
- Eaux brûlantes, Croisières équatoriales (Fayard, 1931). Eaux brûlantes est un récit de voyage de la France vers l'Indochine. Le premier chapitre raconte la vie à bord du paquebot André-Lebon pendant les quelques semaines que durent le transit. Le livre décrit ensuite l'Indochine française du temps de l'exposition coloniale, dans un genre très "colonialement correct". Il offre malgré tout un bon témoignage sur cette grande colonie au moment de l'apogée de la plus grande France. On notera quelques pages sur la tentative de record de liaison aérienne France-Extrême Orient de Le Brix. Il consacre aussi un chapitre à Java.
- Le cargo tragique (Fayard, 1933)
- La vénus standard (Fayard, 1933)
- Eaux glacées, Mandchourie-Japon-Canada-Etats-Unis (Fayard, 1934)
- L’Invincible Armada (Le Masque, 1934)
- Antoine et Cléopâtre - La bataille d'Actium (Le Masque, 1934)
- Les pilotes du froid (Le Masque, 1935)
- Tzars et Mikados - La bataille de Tsoushima (Librairie des Champs-Elysées, 1935)
- Arches de discorde (Fayard, 1936)
- La grande fraude (Fayard, 1937)
- Une femme corsaire Judith-Armande, huguenote et filleule de Richelieu (Les éditions nationales, 1937)